# 天全银莲花
天全银莲花（学名：Anemone patula）为毛茛科银莲花属的植物，是中国的特有植物。分布于中国大陆的四川等地，生长于海拔3,500米至3,800米的地区，一般生于高山草坡或冷杉林下，目前尚未由人工引种栽培。

## 异名
- Anemone patula Chang ex W. T. Wang var. minor W. T. Wang